# IBU-Cup 2021/22
Der IBU-Cup 2021/22 wurde zwischen dem 23. November 2021 und dem 13. März 2022 ausgetragen. Die Wettkämpfe waren international besetzt und nach dem Biathlon-Weltcup 2021/22 die zweithöchste Wettkampfserie im Biathlon.
Titelverteidiger der Gesamtwertung waren der Norweger Filip Fjeld Andersen und die Deutsche Vanessa Voigt.
Höhepunkt der Saison waren die Biathlon-Europameisterschaften im Hohenzollern-Skistadion am Arber in Deutschland. Diese Wettkämpfe flossen auch in die Wertungen des IBU-Cups mit ein.

## Austragungsorte
| Idre |

| Sjusjøen |

|  |

| Arber |

|  |

|  |

|  |

|  |

| Ridnaun |

| Lenzerheide |

| Obertilliach |

| Ridnaun |

| Lenzerheide |

| Obertilliach |

| Nové Město na Moravě |

| Arber |

| Osrblie |

| Nové Město na Moravě |

| Arber |

| Osrblie |

## Wettkampfkalender
| Datum                           | Ort                  | Wettkämpfe                                                      |
| ------------------------------- | -------------------- | --------------------------------------------------------------- |
| 23.–28. November 2021           | Idre                 | Sprint, Sprint, Verfolgung                                      |
| 29. November – 4. Dezember 2021 | Sjusjøen             | Supersprint, Sprint, Massenstart                                |
| 14.–19. Dezember 2021           | Obertilliach         | Einzel, Sprint, Mixed-Staffel, Single-Mixed-Staffel             |
| 5.–9. Januar 2022               | Brezno-Osrblie       | Sprint, Sprint                                                  |
| 10.–15. Januar 2022             | Brezno-Osrblie       | Kurzes Einzel, Sprint, Verfolgung                               |
| 24.–30. Januar 2022 (EM 2022)   | Arber                | Einzel, Sprint, Verfolgung, Mixed-Staffel, Single-Mixed-Staffel |
| 1.–5. Februar 2022              | Nové Město na Moravě | Sprint, Sprint                                                  |
| 28. Februar – 6. März 2022      | Lenzerheide          | Sprint, Supersprint, Massenstart                                |
| 8.–13. März 2022                | Ridnaun              | Sprint, Verfolgung, Mixed-Staffel, Single-Mixed-Staffel         |

## Frauen

### Resultate
| 1. IBU-Cup in Idre, 23.–28. November 2021 | 1. IBU-Cup in Idre, 23.–28. November 2021 | 1. IBU-Cup in Idre, 23.–28. November 2021 | 1. IBU-Cup in Idre, 23.–28. November 2021 | 1. IBU-Cup in Idre, 23.–28. November 2021 |
| ----------------------------------------- | ----------------------------------------- | ----------------------------------------- | ----------------------------------------- | ----------------------------------------- |
| Datum                                     | Disziplin                                 | Erster Platz                              | Zweiter Platz                             | Dritter Platz                             |
| 25. November 2021 (Do.)                   | Sprint (7,5 km)                           | Marion Wiesensarter                       | Caroline Colombo                          | Darija Blaschko                           |
| 27. November 2021 (Sa.)                   | Sprint (7,5 km)                           | Franziska Hildebrand                      | Caroline Colombo                          | Irene Cadurisch                           |
| 28. November 2021 (So.)                   | Verfolgung (10 km)                        | Franziska Hildebrand                      | Jewgenija Burtassowa                      | Paula Botet                               |

| 2. IBU-Cup in Sjusjøen, 29. November – 4. Dezember 2021 | 2. IBU-Cup in Sjusjøen, 29. November – 4. Dezember 2021 | 2. IBU-Cup in Sjusjøen, 29. November – 4. Dezember 2021 | 2. IBU-Cup in Sjusjøen, 29. November – 4. Dezember 2021 | 2. IBU-Cup in Sjusjøen, 29. November – 4. Dezember 2021 |
| ------------------------------------------------------- | ------------------------------------------------------- | ------------------------------------------------------- | ------------------------------------------------------- | ------------------------------------------------------- |
| Datum                                                   | Disziplin                                               | Erster Platz                                            | Zweiter Platz                                           | Dritter Platz                                           |
| 1. Dezember 2021 (Mi.)                                  | Supersprint (7,5 km)                                    | Linda Zingerle                                          | Iryna Petrenko                                          | Anastassija Schewtschenko                               |
| 3. Dezember 2021 (Fr.)                                  | Sprint (7,5 km)                                         | Anastassija Schewtschenko                               | Karoline Erdal                                          | Paula Botet                                             |
| 4. Dezember 2021 (Sa.)                                  | Massenstart 60 (12 km)                                  | Ragnhild Femsteinevik                                   | Anastassija Schewtschenko                               | Paula Botet                                             |

| 3. IBU-Cup in Obertilliach, 14.–19. Dezember 2021 | 3. IBU-Cup in Obertilliach, 14.–19. Dezember 2021 | 3. IBU-Cup in Obertilliach, 14.–19. Dezember 2021 | 3. IBU-Cup in Obertilliach, 14.–19. Dezember 2021 | 3. IBU-Cup in Obertilliach, 14.–19. Dezember 2021 |
| ------------------------------------------------- | ------------------------------------------------- | ------------------------------------------------- | ------------------------------------------------- | ------------------------------------------------- |
| Datum                                             | Disziplin                                         | Erster Platz                                      | Zweiter Platz                                     | Dritter Platz                                     |
| 16. Dezember 2021 (Do.)                           | Einzel (15 km)                                    | Elisabeth Högberg                                 | Franziska Hildebrand                              | Marthe Kråkstad Johansen                          |
| 18. Dezember 2021 (Sa.)                           | Sprint (7,5 km)                                   | Anastassija Schewtschenko                         | Paula Botet                                       | Karoline Offigstad Knotten                        |

| 4. IBU-Cup in Brezno-Osrblie, 5.–9. Januar 2022 | 4. IBU-Cup in Brezno-Osrblie, 5.–9. Januar 2022 | 4. IBU-Cup in Brezno-Osrblie, 5.–9. Januar 2022 | 4. IBU-Cup in Brezno-Osrblie, 5.–9. Januar 2022 | 4. IBU-Cup in Brezno-Osrblie, 5.–9. Januar 2022 |
| ----------------------------------------------- | ----------------------------------------------- | ----------------------------------------------- | ----------------------------------------------- | ----------------------------------------------- |
| Datum                                           | Disziplin                                       | Erster Platz                                    | Zweiter Platz                                   | Dritter Platz                                   |
| 8. Januar 2022 (Sa.)                            | Sprint (7,5 km)                                 | Ragnhild Femsteinevik                           | Gilonne Guigonnat                               | Juni Arnekleiv                                  |
| 9. Januar 2022 (So.)                            | Sprint (7,5 km)                                 | Larissa Kuklina                                 | Ragnhild Femsteinevik                           | Wiktorija Sliwko                                |

| 5. IBU-Cup in Brezno-Osrblie, 10.–15. Januar 2022 | 5. IBU-Cup in Brezno-Osrblie, 10.–15. Januar 2022 | 5. IBU-Cup in Brezno-Osrblie, 10.–15. Januar 2022 | 5. IBU-Cup in Brezno-Osrblie, 10.–15. Januar 2022 | 5. IBU-Cup in Brezno-Osrblie, 10.–15. Januar 2022 |
| ------------------------------------------------- | ------------------------------------------------- | ------------------------------------------------- | ------------------------------------------------- | ------------------------------------------------- |
| Datum                                             | Disziplin                                         | Erster Platz                                      | Zweiter Platz                                     | Dritter Platz                                     |
| 12. Januar 2022 (Mi.)                             | Kurzes Einzel (12,5 km)                           | Janina Hettich                                    | Jewgenija Burtassowa                              | Marthe Kråkstad Johansen                          |
| 14. Januar 2022 (Fr.)                             | Sprint (7,5 km)                                   | Camille Bened                                     | Jewgenija Burtassowa                              | Natalja Gerbulowa                                 |
| 15. Januar 2022 (Sa.)                             | Verfolgung (10 km)                                | Jewgenija Burtassowa                              | Sara Andersson                                    | Jenny Enodd                                       |

| Europameisterschaften am Arber, 24.–30. Januar 2022 | Europameisterschaften am Arber, 24.–30. Januar 2022 | Europameisterschaften am Arber, 24.–30. Januar 2022 | Europameisterschaften am Arber, 24.–30. Januar 2022 | Europameisterschaften am Arber, 24.–30. Januar 2022 |
| --------------------------------------------------- | --------------------------------------------------- | --------------------------------------------------- | --------------------------------------------------- | --------------------------------------------------- |
| Datum                                               | Disziplin                                           | Erster Platz                                        | Zweiter Platz                                       | Dritter Platz                                       |
| 26. Januar 2022 (Mi.)                               | Einzel (15 km)                                      | Jewgenija Burtassowa                                | Alina Stremous                                      | Natalja Gerbulowa                                   |
| 28. Januar 2022 (Fr.)                               | Sprint (7,5 km)                                     | Ragnhild Femsteinevik                               | Franziska Hildebrand                                | Janina Hettich                                      |
| 29. Januar 2022 (Sa.)                               | Verfolgung (10 km)                                  | Alina Stremous                                      | Janina Hettich                                      | Jenny Enodd                                         |

| 6. IBU-Cup in Nové Město na Moravě, 1.–5. Februar 2022 | 6. IBU-Cup in Nové Město na Moravě, 1.–5. Februar 2022 | 6. IBU-Cup in Nové Město na Moravě, 1.–5. Februar 2022 | 6. IBU-Cup in Nové Město na Moravě, 1.–5. Februar 2022 | 6. IBU-Cup in Nové Město na Moravě, 1.–5. Februar 2022 |
| ------------------------------------------------------ | ------------------------------------------------------ | ------------------------------------------------------ | ------------------------------------------------------ | ------------------------------------------------------ |
| Datum                                                  | Disziplin                                              | Erster Platz                                           | Zweiter Platz                                          | Dritter Platz                                          |
| 3. Februar 2022 (Do.)                                  | Sprint (7,5 km)                                        | Caroline Colombo                                       | Anna Gandler                                           | Larissa Kuklina                                        |
| 5. Februar 2022 (Sa.)                                  | Sprint (7,5 km)                                        | Irina Krutschinkina                                    | Janina Hettich                                         | Marthe Kråkstad Johansen                               |

| 7. IBU-Cup in Lenzerheide, 28. Februar – 6. März 2022 | 7. IBU-Cup in Lenzerheide, 28. Februar – 6. März 2022 | 7. IBU-Cup in Lenzerheide, 28. Februar – 6. März 2022 | 7. IBU-Cup in Lenzerheide, 28. Februar – 6. März 2022 | 7. IBU-Cup in Lenzerheide, 28. Februar – 6. März 2022 |
| ----------------------------------------------------- | ----------------------------------------------------- | ----------------------------------------------------- | ----------------------------------------------------- | ----------------------------------------------------- |
| Datum                                                 | Disziplin                                             | Erster Platz                                          | Zweiter Platz                                         | Dritter Platz                                         |
| 3. März 2022 (Do.)                                    | Sprint (7,5 km)                                       | Michela Carrara                                       | Karoline Erdal                                        | Caroline Colombo                                      |
| 5. März 2022 (Sa.)                                    | Supersprint (7,5 km)                                  | Ragnhild Femsteinevik                                 | Anna Weidel                                           | Lou Jeanmonnot                                        |
| 6. März 2022 (So.)                                    | Massenstart 60 (12 km)                                | Hanna Kebinger                                        | Jenny Enodd                                           | Lou Jeanmonnot                                        |

| 8. IBU-Cup in Ridnaun, 8.–13. März 2022 | 8. IBU-Cup in Ridnaun, 8.–13. März 2022 | 8. IBU-Cup in Ridnaun, 8.–13. März 2022 | 8. IBU-Cup in Ridnaun, 8.–13. März 2022 | 8. IBU-Cup in Ridnaun, 8.–13. März 2022 |
| --------------------------------------- | --------------------------------------- | --------------------------------------- | --------------------------------------- | --------------------------------------- |
| Datum                                   | Disziplin                               | Erster Platz                            | Zweiter Platz                           | Dritter Platz                           |
| 10. März 2022 (Do.)                     | Sprint (7,5 km)                         | Lou Jeanmonnot                          | Elisabeth Högberg                       | Karoline Erdal                          |
| 12. März 2022 (Sa.)                     | Verfolgung (10 km)                      | Caroline Colombo                        | Ragnhild Femsteinevik                   | Lou Jeanmonnot                          |

### Pokalwertungen Frauen
| Endstand nach 23 Rennen (Top 10) |                          |        |       |
| \| Rang \| Name \| Punkte \| Siege \| \| ---- \| ------------------------ \| ------ \| ----- \| \| 01 \| Lou Jeanmonnot \| 668 \| 1 \| \| 02 \| Ragnhild Femsteinevik \| 643 \| 4 \| \| 03 \| Elisabeth Högberg \| 590 \| 1 \| \| 04 \| Marthe Kråkstad Johansen \| 562 \| 0 \| \| 05 \| Camille Bened \| 555 \| 1 \| \| 06 \| Jewgenija Burtassowa \| 548 \| 2 \| \| 07 \| Sophie Chauveau \| 519 \| 0 \| \| 08 \| Caroline Colombo \| 513 \| 2 \| \| 09 \| Karoline Erdal \| 493 \| 0 \| \| 10 \| Jenny Enodd \| 481 \| 0 \| |                          |        |       |
| Rang | Name                     | Punkte | Siege |
| 01 | Lou Jeanmonnot           | 668    | 1     |
| 02 | Ragnhild Femsteinevik    | 643    | 4     |
| 03 | Elisabeth Högberg        | 590    | 1     |
| 04 | Marthe Kråkstad Johansen | 562    | 0     |
| 05 | Camille Bened            | 555    | 1     |
| 06 | Jewgenija Burtassowa     | 548    | 2     |
| 07 | Sophie Chauveau          | 519    | 0     |
| 08 | Caroline Colombo         | 513    | 2     |
| 09 | Karoline Erdal           | 493    | 0     |
| 10 | Jenny Enodd              | 481    | 0     |

| Rang | Name                     | Punkte | Siege |
| ---- | ------------------------ | ------ | ----- |
| 01   | Caroline Colombo         | 364    | 1     |
| 02   | Ragnhild Femsteinevik    | 355    | 2     |
| 03   | Lou Jeanmonnot           | 352    | 1     |
| 04   | Camille Bened            | 332    | 1     |
| 05   | Elisabeth Högberg        | 323    | 0     |
| 06   | Sophie Chauveau          | 297    | 0     |
| 07   | Karoline Erdal           | 285    | 0     |
| 08   | Marthe Kråkstad Johansen | 278    | 0     |
| 09   | Gilonne Guigonnat        | 267    | 0     |
| 10   | Marion Wiesensarter      | 252    | 0     |

| Rang | Name                     | Punkte | Siege |
| ---- | ------------------------ | ------ | ----- |
| 01   | Jewgenija Burtassowa     | 144    | 1     |
| 02   | Jenny Enodd              | 139    | 0     |
| 03   | Caroline Colombo         | 112    | 1     |
| 04   | Ragnhild Femsteinevik    | 106    | 0     |
| 05   | Sophie Chauveau          | 105    | 0     |
| 06   | Lou Jeanmonnot           | 102    | 0     |
| 07   | Elisabeth Högberg        | 97     | 0     |
| 08   | Juni Arnekleiv           | 94     | 0     |
| 09   | Camille Bened            | 94     | 0     |
| 10   | Marthe Kråkstad Johansen | 92     | 0     |

| Rang | Name                     | Punkte | Siege |
| ---- | ------------------------ | ------ | ----- |
| 01   | Jewgenija Burtassowa     | 154    | 1     |
| 02   | Marthe Kråkstad Johansen | 109    | 0     |
| 03   | Janina Hettich           | 98     | 1     |
| 04   | Natalja Gerbulowa        | 78     | 0     |
| 05   | Wiktorija Sliwko         | 72     | 0     |
| 06   | Elisabeth Högberg        | 71     | 1     |
| 07   | Sophia Schneider         | 68     | 0     |
| 08   | Juliane Frühwirt         | 67     | 0     |
| 09   | Sara Andersson           | 65     | 0     |
| 10   | Marion Wiesensarter      | 63     | 0     |

| Rang | Name                     | Punkte | Siege |
| ---- | ------------------------ | ------ | ----- |
| 01   | Lou Jeanmonnot           | 82     | 0     |
| 02   | Emma Nilsson             | 66     | 0     |
| 03   | Karoline Erdal           | 65     | 0     |
| 04   | Ragnhild Femsteinevik    | 60     | 1     |
| 04   | Linda Zingerle           | 60     | 1     |
| 06   | Anna Weidel              | 54     | 0     |
| 06   | Iryna Petrenko           | 54     | 0     |
| 08   | Ella Halvarsson          | 53     | 0     |
| 09   | Gilonne Guigonnat        | 53     | 0     |
| 10   | Marthe Kråkstad Johansen | 50     | 0     |

| Rang | Name                  | Punkte | Siege |
| ---- | --------------------- | ------ | ----- |
| 01   | Ragnhild Femsteinevik | 92     | 1     |
| 02   | Hanna Kebinger        | 89     | 1     |
| 03   | Lou Jeanmonnot        | 78     | 0     |
| 04   | Karoline Erdal        | 62     | 0     |
| 05   | Marion Wiesensarter   | 59     | 0     |
| 05   | Juliane Frühwirt      | 59     | 0     |
| 07   | Camille Bened         | 58     | 0     |
| 08   | Sophie Chauveau       | 56     | 0     |
| 09   | Elisabeth Högberg     | 56     | 0     |
| 10   | Jenny Enodd           | 54     | 0     |

| Rang | Name        | Punkte | Siege |
| ---- | ----------- | ------ | ----- |
| 01   | Frankreich  | 7985   | 4     |
| 02   | Norwegen    | 7838   | 4     |
| 03   | Deutschland | 7801   | 4     |
| 04   | Schweden    | 7075   | 1     |
| 05   | Italien     | 6815   | 2     |
| 06   | Russland    | 6515   | 7     |
| 07   | Österreich  | 6033   | 0     |
| 08   | Schweiz     | 5952   | 0     |
| 09   | Ukraine     | 5433   | 0     |
| 10   | Tschechien  | 5188   | 0     |

## Männer

### Resultate
| 1. IBU-Cup in Idre, 23.–28. November 2021 | 1. IBU-Cup in Idre, 23.–28. November 2021 | 1. IBU-Cup in Idre, 23.–28. November 2021 | 1. IBU-Cup in Idre, 23.–28. November 2021 | 1. IBU-Cup in Idre, 23.–28. November 2021 |
| ----------------------------------------- | ----------------------------------------- | ----------------------------------------- | ----------------------------------------- | ----------------------------------------- |
| Datum                                     | Disziplin                                 | Erster Platz                              | Zweiter Platz                             | Dritter Platz                             |
| 25. November 2021 (Do.)                   | Sprint (10 km)                            | Lucas Fratzscher                          | Sverre Dahlen Aspenes                     | Johannes Kühn                             |
| 27. November 2021 (Sa.)                   | Sprint (10 km)                            | Aleksander Fjeld Andersen                 | Lucas Fratzscher                          | Wassili Tomschin                          |
| 28. November 2021 (So.)                   | Verfolgung (12,5 km)                      | Wassili Tomschin                          | Aleksander Fjeld Andersen                 | Alexander Powarnizyn                      |

| 2. IBU-Cup in Sjusjøen, 29. November – 4. Dezember 2021 | 2. IBU-Cup in Sjusjøen, 29. November – 4. Dezember 2021 | 2. IBU-Cup in Sjusjøen, 29. November – 4. Dezember 2021 | 2. IBU-Cup in Sjusjøen, 29. November – 4. Dezember 2021 | 2. IBU-Cup in Sjusjøen, 29. November – 4. Dezember 2021 |
| ------------------------------------------------------- | ------------------------------------------------------- | ------------------------------------------------------- | ------------------------------------------------------- | ------------------------------------------------------- |
| Datum                                                   | Disziplin                                               | Erster Platz                                            | Zweiter Platz                                           | Dritter Platz                                           |
| 1. Dezember 2021 (Mi.)                                  | Supersprint (7,5 km)                                    | Filip Fjeld Andersen                                    | Erlend Bjøntegaard                                      | Justus Strelow                                          |
| 3. Dezember 2021 (Fr.)                                  | Sprint (10 km)                                          | Anton Babikow                                           | Filip Fjeld Andersen                                    | Håvard Gutubø Bogetveit                                 |
| 4. Dezember 2021 (Sa.)                                  | Massenstart 60 (15 km)                                  | Anton Babikow                                           | Erlend Bjøntegaard                                      | Rémi Broutier                                           |

| 3. IBU-Cup in Obertilliach, 14.–19. Dezember 2021 | 3. IBU-Cup in Obertilliach, 14.–19. Dezember 2021 | 3. IBU-Cup in Obertilliach, 14.–19. Dezember 2021 | 3. IBU-Cup in Obertilliach, 14.–19. Dezember 2021 | 3. IBU-Cup in Obertilliach, 14.–19. Dezember 2021 |
| ------------------------------------------------- | ------------------------------------------------- | ------------------------------------------------- | ------------------------------------------------- | ------------------------------------------------- |
| Datum                                             | Disziplin                                         | Erster Platz                                      | Zweiter Platz                                     | Dritter Platz                                     |
| 16. Dezember 2021 (Do.)                           | Einzel (20 km)                                    | David Zobel                                       | Dominik Windisch                                  | Maxim Zwetkow                                     |
| 18. Dezember 2021 (Sa.)                           | Sprint (10 km)                                    | Håvard Gutubø Bogetveit                           | Erlend Bjøntegaard                                | Maxim Zwetkow                                     |

| 4. IBU-Cup in Brezno-Osrblie, 5.–9. Januar 2022 | 4. IBU-Cup in Brezno-Osrblie, 5.–9. Januar 2022 | 4. IBU-Cup in Brezno-Osrblie, 5.–9. Januar 2022 | 4. IBU-Cup in Brezno-Osrblie, 5.–9. Januar 2022 | 4. IBU-Cup in Brezno-Osrblie, 5.–9. Januar 2022 |
| ----------------------------------------------- | ----------------------------------------------- | ----------------------------------------------- | ----------------------------------------------- | ----------------------------------------------- |
| Datum                                           | Disziplin                                       | Erster Platz                                    | Zweiter Platz                                   | Dritter Platz                                   |
| 8. Januar 2022 (Sa.)                            | Sprint (10 km)                                  | Aleksander Fjeld Andersen                       | Nikita Porschnew                                | Ilnas Muchamedsjanow                            |
| 9. Januar 2022 (So.)                            | Sprint (10 km)                                  | Sindre Fjellheim Jorde                          | Erlend Bjøntegaard                              | Johannes Dale                                   |

| 5. IBU-Cup in Brezno-Osrblie, 10.–15. Januar 2022 | 5. IBU-Cup in Brezno-Osrblie, 10.–15. Januar 2022 | 5. IBU-Cup in Brezno-Osrblie, 10.–15. Januar 2022                     | 5. IBU-Cup in Brezno-Osrblie, 10.–15. Januar 2022                     | 5. IBU-Cup in Brezno-Osrblie, 10.–15. Januar 2022                     |
| ------------------------------------------------- | ------------------------------------------------- | --------------------------------------------------------------------- | --------------------------------------------------------------------- | --------------------------------------------------------------------- |
| Datum                                             | Disziplin                                         | Erster Platz                                                          | Zweiter Platz                                                         | Dritter Platz                                                         |
| 12. Januar 2022 (Mi.)                             | Kurzes Einzel (15 km)                             | Vetle Paulsen                                                         | Martin Femsteinevik                                                   | Justus Strelow                                                        |
| 14. Januar 2022 (Fr.)                             | Sprint (10 km)                                    | Wettkampf aufgrund heftiger Winde auf den 15. Januar 2022 verschoben. | Wettkampf aufgrund heftiger Winde auf den 15. Januar 2022 verschoben. | Wettkampf aufgrund heftiger Winde auf den 15. Januar 2022 verschoben. |
| 15. Januar 2022 (Sa.)                             | Sprint (10 km)                                    | Émilien Claude                                                        | Sindre Pettersen                                                      | Pjotr Paschtschenko                                                   |
| 15. Januar 2022 (Sa.)                             | Verfolgung (12,5 km)                              | Wettkampf aufgrund der Terminverschiebung des Sprintrennens abgesagt. | Wettkampf aufgrund der Terminverschiebung des Sprintrennens abgesagt. | Wettkampf aufgrund der Terminverschiebung des Sprintrennens abgesagt. |

| Europameisterschaften am Arber, 24.–30. Januar 2022 | Europameisterschaften am Arber, 24.–30. Januar 2022 | Europameisterschaften am Arber, 24.–30. Januar 2022 | Europameisterschaften am Arber, 24.–30. Januar 2022 | Europameisterschaften am Arber, 24.–30. Januar 2022 |
| --------------------------------------------------- | --------------------------------------------------- | --------------------------------------------------- | --------------------------------------------------- | --------------------------------------------------- |
| Datum                                               | Disziplin                                           | Erster Platz                                        | Zweiter Platz                                       | Dritter Platz                                       |
| 26. Januar 2022 (Mi.)                               | Einzel (20 km)                                      | Sverre Dahlen Aspenes                               | Anton Babikow                                       | Matthias Dorfer                                     |
| 28. Januar 2022 (Fr.)                               | Sprint (10 km)                                      | Erlend Bjøntegaard                                  | Nikita Porschnew                                    | Lucas Fratzscher                                    |
| 29. Januar 2022 (Sa.)                               | Verfolgung (12,5 km)                                | Sverre Dahlen Aspenes                               | Pjotr Paschtschenko                                 | Lucas Fratzscher                                    |

| 6. IBU-Cup in Nové Město na Moravě, 1.–5. Februar 2022 | 6. IBU-Cup in Nové Město na Moravě, 1.–5. Februar 2022 | 6. IBU-Cup in Nové Město na Moravě, 1.–5. Februar 2022 | 6. IBU-Cup in Nové Město na Moravě, 1.–5. Februar 2022 | 6. IBU-Cup in Nové Město na Moravě, 1.–5. Februar 2022 |
| ------------------------------------------------------ | ------------------------------------------------------ | ------------------------------------------------------ | ------------------------------------------------------ | ------------------------------------------------------ |
| Datum                                                  | Disziplin                                              | Erster Platz                                           | Zweiter Platz                                          | Dritter Platz                                          |
| 3. Februar 2022 (Do.)                                  | Sprint (10 km)                                         | Sverre Dahlen Aspenes                                  | Alexander Powarnizyn                                   | Philipp Horn                                           |
| 5. Februar 2022 (Sa.)                                  | Sprint (10 km)                                         | Aleksander Fjeld Andersen                              | Justus Strelow                                         | Sverre Dahlen Aspenes                                  |

| 7. IBU-Cup in Lenzerheide, 28. Februar – 6. März 2022 | 7. IBU-Cup in Lenzerheide, 28. Februar – 6. März 2022 | 7. IBU-Cup in Lenzerheide, 28. Februar – 6. März 2022 | 7. IBU-Cup in Lenzerheide, 28. Februar – 6. März 2022 | 7. IBU-Cup in Lenzerheide, 28. Februar – 6. März 2022 |
| ----------------------------------------------------- | ----------------------------------------------------- | ----------------------------------------------------- | ----------------------------------------------------- | ----------------------------------------------------- |
| Datum                                                 | Disziplin                                             | Erster Platz                                          | Zweiter Platz                                         | Dritter Platz                                         |
| 3. März 2022 (Do.)                                    | Sprint (10 km)                                        | Johannes Dale                                         | Endre Strømsheim                                      | Lucas Fratzscher                                      |
| 5. März 2022 (Sa.)                                    | Supersprint (7,5 km)                                  | Philipp Horn                                          | Justus Strelow                                        | Émilien Claude                                        |
| 6. März 2022 (So.)                                    | Massenstart 60 (15 km)                                | Endre Strømsheim                                      | Johannes Dale                                         | Philipp Horn                                          |

| 8. IBU-Cup in Ridnaun, 8.–13. März 2022 | 8. IBU-Cup in Ridnaun, 8.–13. März 2022 | 8. IBU-Cup in Ridnaun, 8.–13. März 2022 | 8. IBU-Cup in Ridnaun, 8.–13. März 2022 | 8. IBU-Cup in Ridnaun, 8.–13. März 2022 |
| --------------------------------------- | --------------------------------------- | --------------------------------------- | --------------------------------------- | --------------------------------------- |
| Datum                                   | Disziplin                               | Erster Platz                            | Zweiter Platz                           | Dritter Platz                           |
| 10. März 2022 (Do.)                     | Sprint (10 km)                          | Erlend Bjøntegaard                      | Marco Groß                              | Philipp Horn                            |
| 12. März 2022 (Sa.)                     | Verfolgung (12,5 km)                    | Philipp Horn                            | Erlend Bjøntegaard                      | Marco Groß                              |

### Pokalwertungen Männer
| Endstand nach 22 Rennen (Top 10) |                           |        |       |
| \| Rang \| Name \| Punkte \| Siege \| \| ---- \| ------------------------- \| ------ \| ----- \| \| 01 \| Erlend Bjøntegaard \| 829 \| 2 \| \| 02 \| Håvard Gutubø Bogetveit \| 647 \| 1 \| \| 03 \| Sverre Dahlen Aspenes \| 639 \| 3 \| \| 04 \| Lucas Fratzscher \| 605 \| 1 \| \| 05 \| Justus Strelow \| 565 \| 0 \| \| 06 \| Émilien Claude \| 549 \| 1 \| \| 07 \| Aleksander Fjeld Andersen \| 548 \| 3 \| \| 08 \| Philipp Horn \| 484 \| 2 \| \| 09 \| Wassili Tomschin \| 467 \| 1 \| \| 10 \| Johannes Dale \| 402 \| 1 \| |                           |        |       |
| Rang | Name                      | Punkte | Siege |
| 01 | Erlend Bjøntegaard        | 829    | 2     |
| 02 | Håvard Gutubø Bogetveit   | 647    | 1     |
| 03 | Sverre Dahlen Aspenes     | 639    | 3     |
| 04 | Lucas Fratzscher          | 605    | 1     |
| 05 | Justus Strelow            | 565    | 0     |
| 06 | Émilien Claude            | 549    | 1     |
| 07 | Aleksander Fjeld Andersen | 548    | 3     |
| 08 | Philipp Horn              | 484    | 2     |
| 09 | Wassili Tomschin          | 467    | 1     |
| 10 | Johannes Dale             | 402    | 1     |

| Rang | Name                      | Punkte | Siege |
| ---- | ------------------------- | ------ | ----- |
| 01   | Erlend Bjøntegaard        | 436    | 2     |
| 02   | Håvard Gutubø Bogetveit   | 385    | 1     |
| 03   | Sverre Dahlen Aspenes     | 374    | 1     |
| 04   | Aleksander Fjeld Andersen | 366    | 3     |
| 05   | Émilien Claude            | 343    | 1     |
| 06   | Lucas Fratzscher          | 317    | 1     |
| 07   | Justus Strelow            | 311    | 0     |
| 08   | Wassili Tomschin          | 311    | 0     |
| 09   | Johannes Dale             | 257    | 1     |
| 10   | Philipp Horn              | 246    | 0     |

| Rang | Name                      | Punkte | Siege |
| ---- | ------------------------- | ------ | ----- |
| 01   | Erlend Bjøntegaard        | 133    | 0     |
| 02   | Sverre Dahlen Aspenes     | 130    | 1     |
| 03   | Philipp Horn              | 90     | 1     |
| 04   | Wassili Tomschin          | 89     | 1     |
| 05   | Lucas Fratzscher          | 86     | 0     |
| 06   | Aleksander Fjeld Andersen | 80     | 0     |
| 07   | Håvard Gutubø Bogetveit   | 69     | 0     |
| 08   | Émilien Claude            | 63     | 0     |
| 09   | Dmitri Schamajew          | 55     | 0     |
| 10   | Pjotr Paschtschenko       | 54     | 0     |

| Rang | Name                  | Punkte | Siege |
| ---- | --------------------- | ------ | ----- |
| 01   | Anton Babikow         | 97     | 0     |
| 02   | Oscar Lombardot       | 94     | 0     |
| 03   | Sverre Dahlen Aspenes | 88     | 1     |
| 04   | Justus Strelow        | 82     | 0     |
| 05   | Nikita Porschnew      | 79     | 0     |
| 06   | Erlend Bjøntegaard    | 76     | 0     |
| 07   | Denys Nassyko         | 72     | 0     |
| 08   | Wassili Tomschin      | 67     | 0     |
| 09   | Endre Strømsheim      | 64     | 0     |
| 10   | Vetle Paulsen         | 60     | 1     |

| Rang | Name                    | Punkte | Siege |
| ---- | ----------------------- | ------ | ----- |
| 01   | Justus Strelow          | 102    | 0     |
| 02   | Erlend Bjøntegaard      | 92     | 0     |
| 03   | Lucas Fratzscher        | 79     | 0     |
| 04   | Émilien Claude          | 77     | 0     |
| 05   | Håvard Gutubø Bogetveit | 77     | 0     |
| 06   | Endre Strømsheim        | 69     | 0     |
| 07   | Filip Fjeld Andersen    | 60     | 1     |
| 07   | Philipp Horn            | 60     | 1     |
| 09   | Patrick Braunhofer      | 57     | 0     |
| 10   | Marco Groß              | 54     | 0     |

| Rang | Name                    | Punkte | Siege |
| ---- | ----------------------- | ------ | ----- |
| 01   | Endre Strømsheim        | 100    | 1     |
| 02   | Erlend Bjøntegaard      | 92     | 0     |
| 03   | Lucas Fratzscher        | 77     | 0     |
| 04   | Marco Groß              | 66     | 0     |
| 05   | Anton Babikow           | 60     | 1     |
| 06   | Håvard Gutubø Bogetveit | 60     | 0     |
| 07   | Daniele Cappellari      | 56     | 0     |
| 08   | Johannes Dale           | 54     | 0     |
| 09   | Philipp Horn            | 48     | 0     |
| 09   | Rémi Broutier           | 48     | 0     |

| Rang | Name        | Punkte | Siege |
| ---- | ----------- | ------ | ----- |
| 01   | Norwegen    | 8401   | 13    |
| 02   | Deutschland | 8030   | 4     |
| 03   | Frankreich  | 7209   | 2     |
| 04   | Italien     | 6864   | 0     |
| 05   | Russland    | 6494   | 4     |
| 06   | Schweiz     | 6284   | 0     |
| 07   | Schweden    | 6011   | 0     |
| 08   | Österreich  | 5995   | 0     |
| 09   | Tschechien  | 5642   | 0     |
| 10   | Finnland    | 5386   | 0     |

## Mixed

### Resultate
| 3. IBU-Cup in Obertilliach, 14.–19. Dezember 2021 | 3. IBU-Cup in Obertilliach, 14.–19. Dezember 2021 | 3. IBU-Cup in Obertilliach, 14.–19. Dezember 2021                                     | 3. IBU-Cup in Obertilliach, 14.–19. Dezember 2021                                       | 3. IBU-Cup in Obertilliach, 14.–19. Dezember 2021                        |
| ------------------------------------------------- | ------------------------------------------------- | ------------------------------------------------------------------------------------- | --------------------------------------------------------------------------------------- | ------------------------------------------------------------------------ |
| Datum                                             | Disziplin                                         | Erster Platz                                                                          | Zweiter Platz                                                                           | Dritter Platz                                                            |
| 19. Dezember 2021 (So.)                           | Mixed-Staffel (W-M) (4 × 6 km)                    | RusslandAnastassija Schewtschenko Anastassija Gorejewa Nikita Porschnew Maxim Zwetkow | NorwegenMarthe Kråkstad Johansen Åsne Skrede Håvard Gutubø Bogetveit Erlend Bjøntegaard | ItalienBeatrice Trabucchi Michela Carrara Didier Bionaz Dominik Windisch |
| 19. Dezember 2021 (So.)                           | Single-Mixed-Staffel (W-M) (6 km + 7,5 km)        | RusslandJewgenija Burtassowa Anton Babikow                                            | SchwedenElisabeth Högberg Viktor Brandt                                                 | ItalienRebecca Passler Patrick Braunhofer                                |

| Europameisterschaften am Arber, 24.–30. Januar 2022 | Europameisterschaften am Arber, 24.–30. Januar 2022 | Europameisterschaften am Arber, 24.–30. Januar 2022                        | Europameisterschaften am Arber, 24.–30. Januar 2022                      | Europameisterschaften am Arber, 24.–30. Januar 2022               |
| --------------------------------------------------- | --------------------------------------------------- | -------------------------------------------------------------------------- | ------------------------------------------------------------------------ | ----------------------------------------------------------------- |
| Datum                                               | Disziplin                                           | Erster Platz                                                               | Zweiter Platz                                                            | Dritter Platz                                                     |
| 30. Januar 2022 (So.)                               | Mixed-Staffel (M-W) (4 × 7,5 km)                    | NorwegenJenny Enodd Ragnhild Femsteinevik Erlend Bjøntegaard Johannes Dale | DeutschlandJanina Hettich Sophia Schneider Lucas Fratzscher Philipp Horn | SchweizElisa Gasparin Aita Gasparin Serafin Wiestner Martin Jäger |
| 30. Januar 2022 (So.)                               | Single-Mixed-Staffel (M-W) (6 km + 7,5 km)          | RusslandJewgenija Burtassowa Anton Babikow                                 | FrankreichLou Jeanmonnot Émilien Claude                                  | DeutschlandFranziska Hildebrand Justus Strelow                    |

| 8. IBU-Cup in Ridnaun, 8.–13. März 2022 | 8. IBU-Cup in Ridnaun, 8.–13. März 2022    | 8. IBU-Cup in Ridnaun, 8.–13. März 2022                              | 8. IBU-Cup in Ridnaun, 8.–13. März 2022                                       | 8. IBU-Cup in Ridnaun, 8.–13. März 2022                                  |
| --------------------------------------- | ------------------------------------------ | -------------------------------------------------------------------- | ----------------------------------------------------------------------------- | ------------------------------------------------------------------------ |
| Datum                                   | Disziplin                                  | Erster Platz                                                         | Zweiter Platz                                                                 | Dritter Platz                                                            |
| 13. März 2022 (So.)                     | Mixed-Staffel (W-M) (4 × 6 km)             | FrankreichCamille Bened Caroline Colombo Sébastien Mahon Hugo Rivail | DeutschlandMarion Wiesensarter Hanna Kebinger Johannes Donhauser Philipp Horn | SchwedenIngela Andersson Elisabeth Högberg Emil Nykvist Henning Sjökvist |
| 13. März 2022 (So.)                     | Single-Mixed-Staffel (W-M) (6 km + 7,5 km) | DeutschlandAnna Weidel Marco Groß                                    | FrankreichLou Jeanmonnot Émilien Claude                                       | NorwegenRagnhild Femsteinevik Sverre Dahlen Aspenes                      |

### Pokalwertung Mixed
| Endstand nach 6 Rennen (Top 10) |             |        |       |
| \| Rang \| Name \| Punkte \| Siege \| \| ---- \| ----------- \| ------ \| ----- \| \| 01 \| Frankreich \| 288 \| 1 \| \| 02 \| Deutschland \| 285 \| 1 \| \| 03 \| Norwegen \| 279 \| 1 \| \| 04 \| Italien \| 245 \| 0 \| \| 05 \| Schweden \| 239 \| 0 \| \| 06 \| Russland \| 220 \| 3 \| \| 07 \| Schweiz \| 209 \| 0 \| \| 08 \| Österreich \| 209 \| 0 \| \| 09 \| Tschechien \| 163 \| 0 \| \| 10 \| Finnland \| 161 \| 0 \| |             |        |       |
| Rang | Name        | Punkte | Siege |
| 01 | Frankreich  | 288    | 1     |
| 02 | Deutschland | 285    | 1     |
| 03 | Norwegen    | 279    | 1     |
| 04 | Italien     | 245    | 0     |
| 05 | Schweden    | 239    | 0     |
| 06 | Russland    | 220    | 3     |
| 07 | Schweiz     | 209    | 0     |
| 08 | Österreich  | 209    | 0     |
| 09 | Tschechien  | 163    | 0     |
| 10 | Finnland    | 161    | 0     |

## Rücktritte
Folgende Athleten haben ihre Karriere während oder nach der Saison 2021/22 beendet:
- Frankreich: Hugo Rivail[2]